# 하예나
하예나(본명: 박수연, 1997년 1월 28일 ~ )는 대한민국의 반 성범죄 인권운동가, 여성주의자, 프로그래머로, 디지털 성범죄 아웃 대표였다.

## 생애
고등학교 3학년이던 2015년 때부터 대한민국의 성착취 웹사이트 소라넷 폐지 운동을 주도했고, 이듬해 10월 디지털 성범죄 아웃을 설립하여 반 디지털 성폭력 활동을 펼쳤다.
별명인 하예나는 하이에나에서 따왔다.
2018년 11월 BBC가 선정한 100인의 여성에 이름을 올렸다. 같은 해, "사회를 정의롭고 안전하게 만든 인물"로서 보신각 제야의 종 타종자로 선정됐다.
DSO 활동 종료 이후 소프트웨어 제작, 기획 회사인 혜나시스템을 설립, 현재는 개발자로 활동 중이다.

## 연재
- 여성신문 하예나의 로.그.아.웃 연재

## 저서
공저
- 《대한민국 페미니스트의 고백 (1997~2017)》 2017년 7월 ISBN 9791196135508
- 《걸어간다, 우리가 멈추고 싶을 때까지》 2021년 3월 ISBN 9788932321219